# Драма (дим)
Дра́ма (греч. Δήμος Δράμας) — община (дим) на северо-востоке Греции. Входит в одноимённую периферийную единицу в периферии Восточная Македония и Фракия. Население 58 944 жителя по переписи 2011 года. Площадь 840,103 квадратного километра. Плотность 70,16 человека на квадратный километр. Административный центр общины — Драма. Димархом на местных выборах 2014 года избран Христодулос Мамсакос (Χριστόδουλος Μαμσάκος).
В 2010 году по программе «Калликратис» к общине Драме присоединено сообщество Сидиронерон.

## Административное деление

Административное деление общины:
1 — Драма
2 — Сидиронерон

Община (дим) Драма делится на 2 общинные единицы.